# Bauhaus-Universität Weimar
La Bauhaus-Universität Weimar è un'università che ha sede nella cittadina tedesca di Weimar, in Turingia, e che risale originariamente alla Großherzoglich-Sächsische Kunstschule (Scuola d'arte granducale di Sassonia), fondata nel 1860. 
Nel 1910 l'istituzione raggiunse il rango di Hochschule (istituzione educativa di livello universitario) e ottenne il suo attuale nome nell'anno 1996. Attualmente l'Università Bauhaus conta circa 4000 studenti.
Insieme all'Università di Erfurt, alla Friedrich-Schiller-Universität di Jena e alla Technische Universität di Ilmenau, l'Università Bauhaus è una delle quattro università del Bundesland Turingia. Nel 2010 è stato festeggiato a Weimar il 150º anniversario della fondazione della scuola d'arte.

## Storia dell'Università

### Scuola di artigianato artistico di Weimar

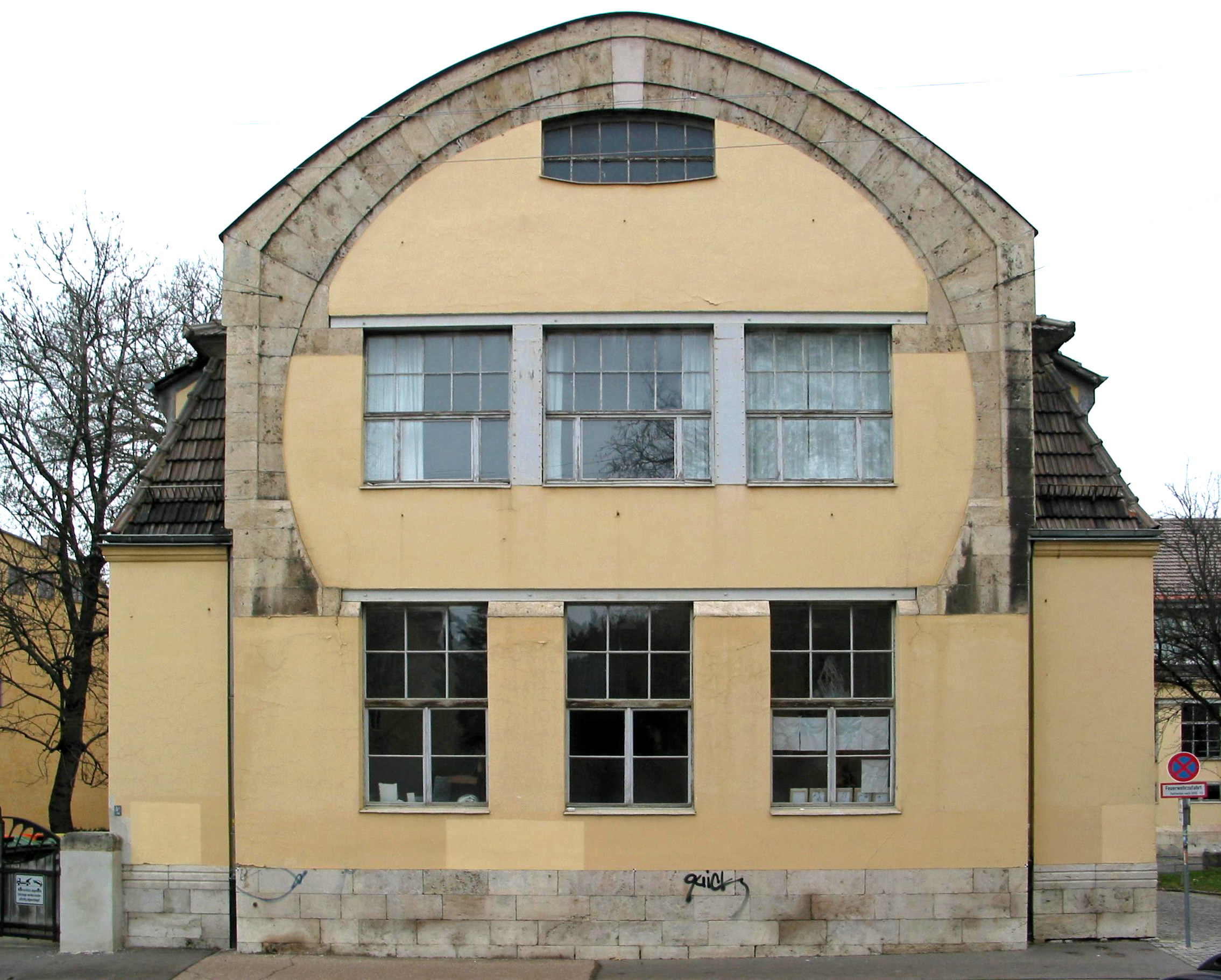

La Bauhaus-Universität Weimar trae origine dalla Scuola d'arte granducale di Sassonia con sede a Weimar, fondata nel 1860 dal Granduca Carlo Alessandro di Sassonia-Weimar-Eisenach. La scuola divenne successivamente un'istituzione statale, pur rimanendo molto legata alla casa granducale. Settori di insegnamento erano la pittura paesaggistica, la ritrattistica e la pittura di genere. La nuova Scuola d'arte statale riunì la scuola granducale e la Scuola di scultura, fondata nel 1905.
L'istituzione fu poi nel 1910 elevata al rango di Hochschule, con il nome Großherzoglich-Sächsische Hochschule für bildende Kunst. Parallelamente operò tra il 1907 e il 1915 la Scuola di artigianato artistico di Weimar.
Direttori della Scuola d'arte
- 1860 Stanislaus von Kalckreuth, pittore
- 1876 Theodor Hagen, pittore
- 1882 Albert Brendel, pittore
- 1885 Emil Schlitz, scultore
- 1902 Hans Olde, pittore
- 1910 Fritz Mackensen, pittore
- 1916 commissariamento
- 1919 incorporamento nel Bauhaus

Direttori della Scuola di pittura
- 1905 Adolf Brütt, scultore
- 1910 Gottlieb Elster, scultore
- 1913 Richard Engelmann, scultore
- 1919 incorporamento nel Bauhaus

Direttori della Scuola di artigianato artistico
- 1907-1915 Henry van de Velde, architetto e designer
- candidato alla successione Walter Gropius

### Bauhaus
Le scuole furono riunite nel 1919 da Walter Gropius come Staatliches Bauhaus Weimar. Era nato un nuovo genere di scuola d'arte. Nel 1923 Gropius riassunse la sua idea nella formula radicale "Arte e tecnica - una nuova unità" („Kunst und Technik – eine neue Einheit“). 
Lo Staatliches Bauhaus ebbe sede a Weimar solo fino alla primavera del 1925; dopodiché, per motivi politici, si spostò a Dessau. Da lì, con la fondazione della Hochschule für Gestaltung, ebbe inizio per il Bauhaus una nuova fase.
Tra gli artisti e i docenti di questo periodo si ricordano Karl Peter Röhl e Ludwig Hilberseimer. Tra gli studenti più celebri si ricordano Ernst Neufert e Ludwig Hirschfeld Mack.
Direttori
- 1919-1925 Walter Gropius, architetto

### LaBauhochschule
Raccolse l'eredità dello Staatliches Bauhaus la Scuola statale di artigianato e di architettura (Staatliche Hochschule für Handwerk und Baukunst), attiva dal 1926, che riuscì nell'impresa di realizzare un percorso formativo in campo architettonico sotto forma di corso post laurea, coerente con l'impostazione di van de Velde e di Gropius. La scuola si rifaceva ai principi del Bauhaus, ma al contrario di esso era significativamente orientata sulla pratica. Al termine del loro percorso, gli studenti conseguivano il titolo di studio universitario di operaio specializzato (Geselle) o maestro (Meister) nel settore artigianale.
Famosi artisti e docenti di questo periodo sono: Ernst Neufert, Ludwig Hirschfeld Mack, Otto Lindig (insegnante di Walburga Külz), Wilhelm Wagenfeld.
Direttori
- 1925-1930 Otto Bartning, architetto

### Accademia di architettura, arti figurative e artigianato
Un ulteriore ostacolo per lo sviluppo della Hochschule fu rappresentato nel 1930 dalla nomina a direttore di Paul Schultze-Naumburg da parte dei Nazionalsocialisti, che avevano appena conquistato il potere nel governo regionale della Turingia. Gran parte del corpo docente della Bauhochschule fu licenziato e fu creata una nuova Hochschule, l'Accademia di architettura, arti figurative e artigianato, coerente con la politica culturale nazista. 
Famosi artisti e docenti di questo periodo sono: Hermann Giesler, Hans Seytter, Walther Klemm, Alexander Olbricht, Hugo Gugg.
Direttori
- 1930-1939 Paul Schultze-Naumburg, architetto e teorico dell'arte

### Accademia di architettura e di arti figurative
Nel 1942 l'istituzione ottenne lo status di Hochschule e fu ribattezzata Accademia di architettura e arti figurative (Hochschule für Baukunst und bildende Künste). Dopo la Seconda guerra mondiale, per intervento dell'Amministrazione Militare Sovietica in Germania l'accademia fu dotata di nuove strutture, coerente con il nuovo assetto politico. Dal 1946 ne fu direttore l'architetto Hermann Henselmann, che si impegnò nella ricostruzione e si spese in prima persona per il ritorno alle radici del Bauhaus. 
Direttori
- 1940 commissario Rudolf Rogler
- 1942 Gerhard Offenberg (1897−1987), architetto
- 1946 Hermann Henselmann, architetto
- 1950 commissario Friedrich August Finger (1885−1961), ingegnere edile

### Accademia di architettura e di ingegneria
Con la fondazione della Repubblica Democratica Tedesca la ristrutturazione del sistema universitario, portò nel 1951 a significativi cambiamenti: Il dipartimento "Arti figurative", guidato fino ad allora dallo scultore Siegfried Tschierschky, fu soppresso e la nuova Accademia di architettura (Hochschule für Architektur) fu posta sotto il controllo del Ministero delle costruzioni e trasformata in un'accademia tecnica (technische Hochschule). 
Nel 1954, l'accademia, che aveva creato al suo interno la facoltà di ingegneria e la facoltà di tecnologie dei materiali, fu dotata di un rettorato. Primo rettore dell'Accademia di architettura e ingegneria di Weimar (Hochschule für Architektur und Bauwesen Weimar, HAB) fu nominato l'architetto Otto Englberger, che già dal 1951 aveva guidato l'accademia come commissario. Nei decenni successivi l'accademia di Weimar divenne una delle più importanti istituzioni universitarie nel settore edile di tutta la RDT, con grande risonanza anche nella Germania dell'Ovest.
La terza riforma universitaria del 1968/69 portò a una modernizzazione e ristrutturazione delle università; le facoltà furono sostituite da sezioni (Sektionen). Il settore delle Hochschulen fu dotato di una sezione di informatica (Sektion Rechentechnik und Datenverarbeitung). 
Presso la HAB, fino al 1990, fu attivo un Istituto per il Marxismo-Leninismo, con l'obbiettivo di offrire a studenti di tutte le discipline e, in seguito, a collaboratori scientifici, i fondamenti del Marxismo-Leninismo, obbligatori sin dal 1951. 
Artisti famosi e docenti di questo periodo sono Walther Klemm e Anita Bach (* 1927, prima docente donna di architettura nella RDT).
Rettori
- 1954 Otto Englberger (1905−1977), architetto
- 1957 Gustav Batereau (1908−1974), ingegnere edile
- 1963 Horst Matzke, fisico e matematico
- 1968 Armin Petzold, ingegnere edile
- 1970 Karl-Albert Fuchs, ingegnere edile
- 1983 Hans Glißmeyer (1936−2008), ingegnere edile
- 1989 Hans Ulrich Mönnig (*1943), ingegnere edile
- 1993 Gerd Zimmermann (*1946), architetto

### Bauhaus-Universität Weimar
Con la svolta politica seguita alla caduta del Muro di Berlino e chiamata in Germania con il nome Wende, all'inizio degli anni Novanta ebbe inizio un processo di adeguamento dell'istituzione al nuovo assetto politico-statale della Repubblica Federale Tedesca. Furono soppresse strutture dell'Università divenute ormai inutili. Le maggiori novità si manifestarono nel 1993, quando fu fondata la facoltà di Design (Fakultät Gestaltung), con la quale tornarono a ricoprire un ruolo fondamentale nell'accademia le discipline artistiche. Seguì nel 1996 la fondazione della facoltà di Scienze della comunicazione (Fakultät Medien). Dal 1996 l'accademia porta il nome di Bauhaus-Universität Weimar.
Artisti famosi e docenti di questo periodo sono Lucius Burckhardt, Werner Holzwarth e Wolfgang Ernst.
Rettori
- 1996 Gerd Zimmermann
- 1999 Walter Bauer-Wabnegg (* 1954), teologo, linguista e storico della letteratura
- 2004 Gerd Zimmermann

Nel dicembre 1996 il "Bauhaus e i suoi luoghi Weimar e Dessau" sono stati proclamati dall'UNESCO Patrimonio dell'umanità.
I luoghi del Bauhaus a Weimar comprendono l'ensemble di edifici del Rettorato (Gebäudeensemble des Hauptgebäudes) della Bauhaus-Universität Weimar.

## Le facoltà della Bauhaus-Universität Weimar
L'attuale organigramma dell'università comprende quattro facoltà e circa 30 percorsi di studi. Il nome "Bauhaus" ambisce ad essere sinonimo di sperimentalismo, apertura, creatività, internazionalità.

### Architettura

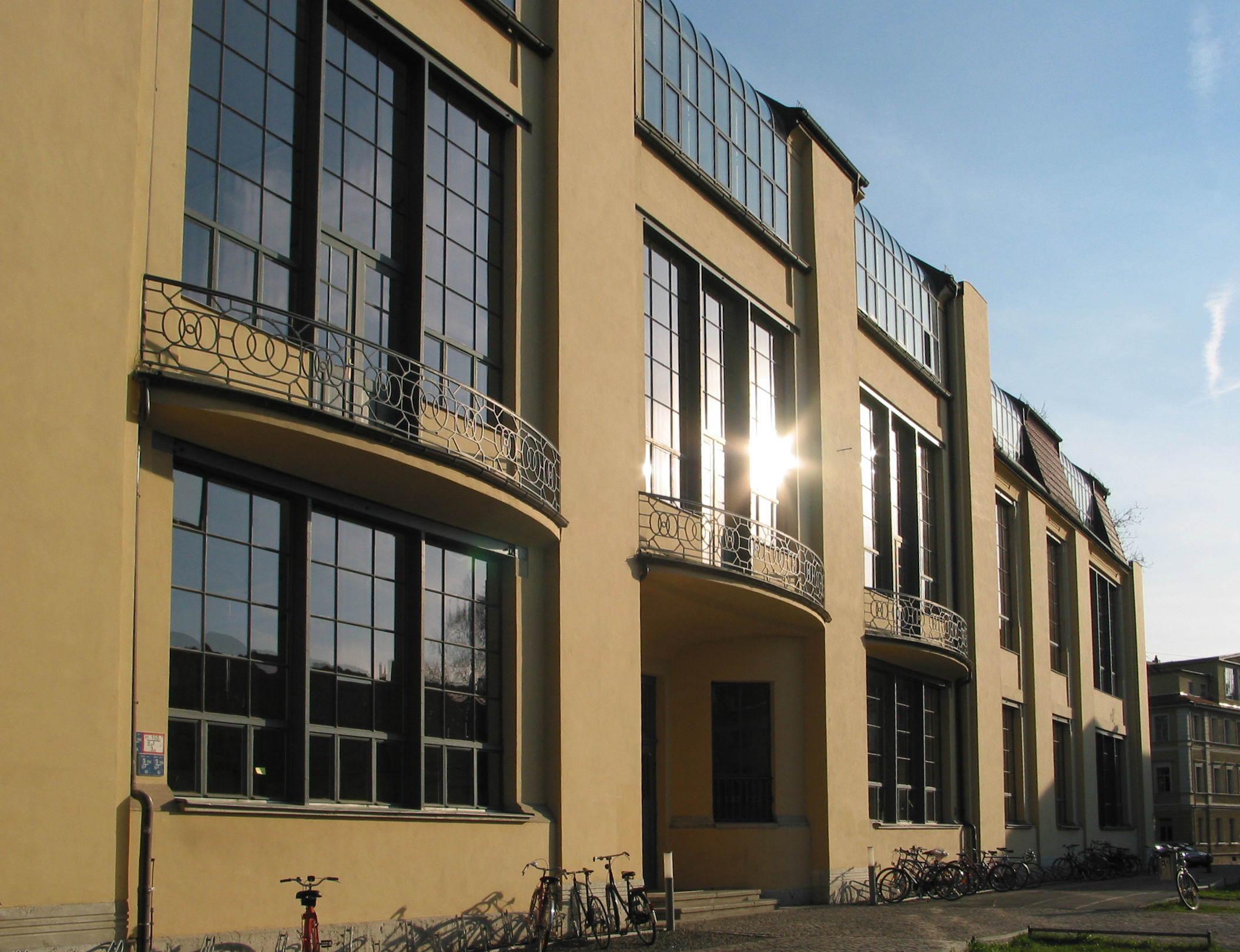
La Facoltà di Architettura con sede nel Rettorato della Bauhaus

Studenti: circa 1000 (dato relativo al semestre invernale 2009/10)
Percorsi formativi:
- Architettura
- archineering
- Architettura dei media
- Urbanistica
- Urbanistica europea

### Ingegneria

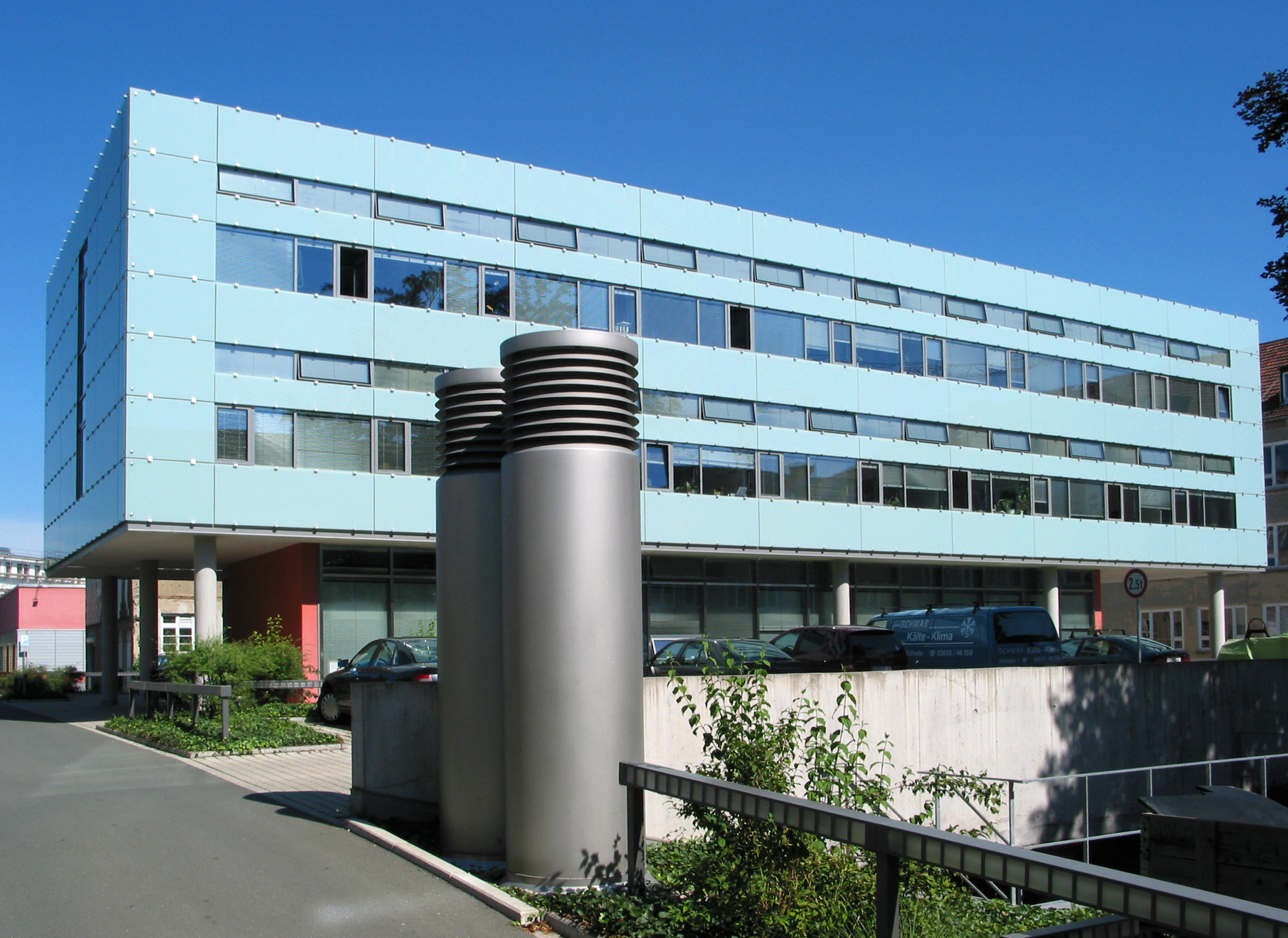
La sede della Facoltà di Ingegneria in Coudraystrasse

Studenti: 858 (dato relativo al semestre invernale 2009/10)
Percorsi formativi:
- Ingegneria civile
- Ingegneria dei materiali
- Ingegneria ambientale
- Ingegneria gestionale
- Tecnica delle costruzioni
- Fisica delle costruzioni
- Acqua e ambiente
- archineering

### Design (Gestaltung)

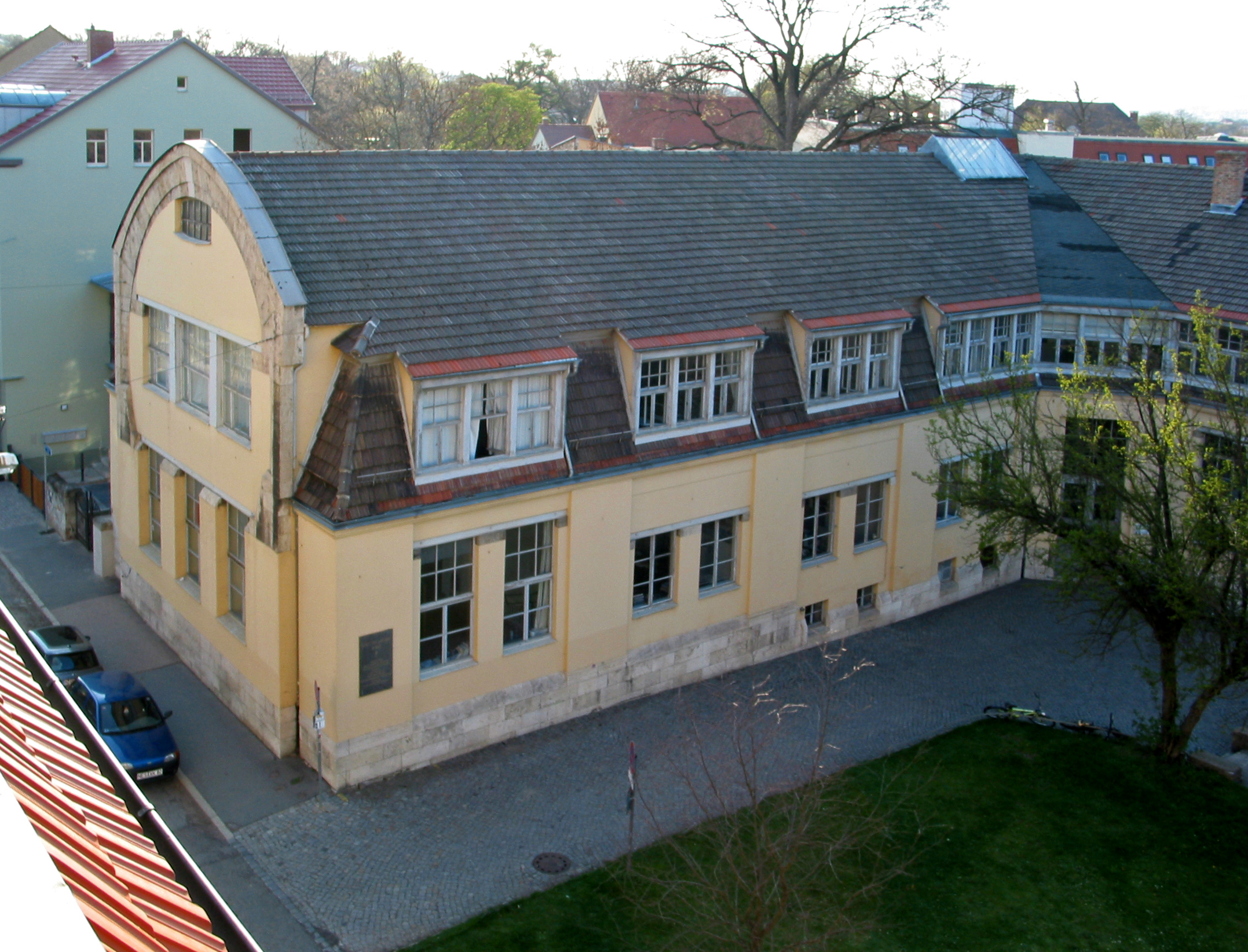
Il Van-de-Velde-Bau, sede della Facoltà di Design

Studenti: 653 (dato relativo al semestre invernale 2009/10)
Percorsi formativi:
- Arte liberale (Freie Kunst)
- Arte pubblica (Kunst im öffentlichen Raum)
- Didattica dell'arte (Lehramt Kunsterziehung)
- Design industriale
- Comunicazione visuale
- Comunicazione visuale e culture visuali

La Facoltà di Design utilizza dal 1996 gli edifici della non più esistente Scuola di artigianato(Van-de-Velde-Bau): lì si trovano gli atelier e le aule di lezione. Dopo una pausa di due anni, durante la quale sono state svolte significative opere di ristrutturazione al Van-de-Velde-Bau, dall'aprile 2010 gli edifici sono tornati ad ospitare la facoltà.

### Scienze della comunicazione
Studenti: 907 (dato relativo al semestre invernale 2009/10)
Percorsi formativi:
- Nuovi media (Mediengestaltung)
- Nuovi media/Integrated International Media Art and Design Studies
- Cultura dei media, Cultura europea dei media
- Scienze della cultura e teoria dei media
- Gestione dei media
- Informatica dei media
- MediaArchitecture

## Biblioteca universitaria

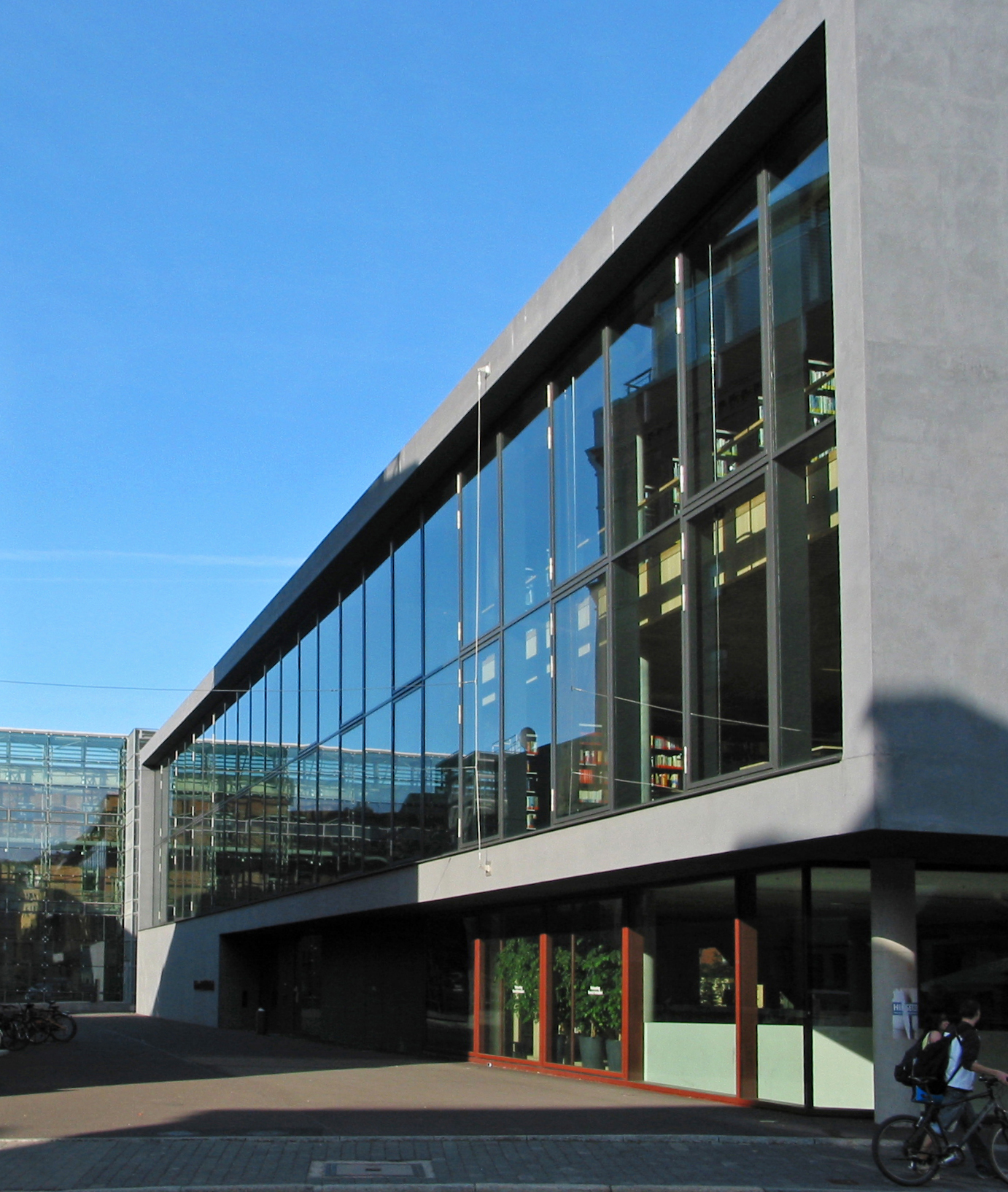
La nuova biblioteca universitaria con l'auditorium

A pochi passi dal centro di Weimar e dalla casa di Goethe si trova la biblioteca della Bauhaus-Universität. L'appalto per i lavori di costruzione fu vinto nel 1991 dallo studio dell'architetto Andreas Meck di Monaco. La biblioteca, insieme al nuovo auditorium che si trova nello stesso edificio, fu inaugurata nell'anno 2005 dopo quattro anni di lavori, per un costo complessivo di 12 milioni di euro. 
La biblioteca, che dispone di una superficie di 5.000 m², vanta una consistenza di circa 450.000 media.

## Strutture della Bauhaus-Universität Weimar

### Centro linguistico
Il Centro linguistico universitario offre agli studenti e ai collaboratori della Bauhaus e del Conservatorio di Musica di Weimar e a ospiti interessati un ricco programma di corsi di lingua. La lingua che conta il più alto numero di iscritti ogni semestre è il tedesco come lingua straniera, i cui corsi si rivolgono ai molti studenti stranieri della Bauhaus.
Nel mese di agosto di ogni anno inoltre si tiene la Bauhaus Sommerakademie, ribattezzata nel 2010 Bauhaus Summer School, che offre per quattro settimane corsi intensivi di tedesco per stranieri e corsi di lingue straniere per studenti tedeschi, oltre a seminari, workshops, corsi di aggiornamento in varie discipline e a numerosi eventi culturali (film, visite guidate, conferenze) sulla città di Weimar e sulla sua storia.

### Galleria universitaria

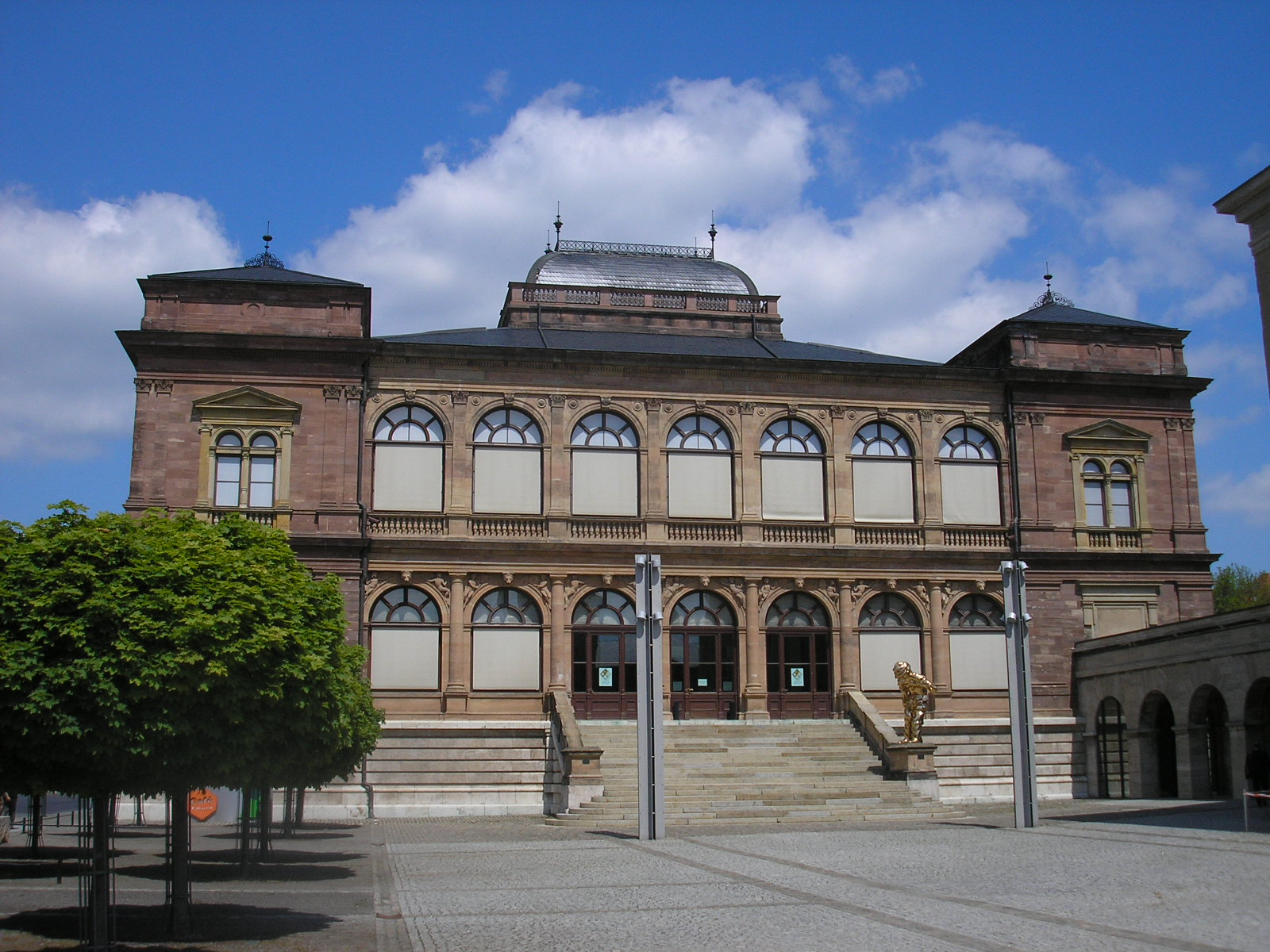
Il Neues Museum, sede della galleria universitaria marke.6

Per iniziativa dell'assemblea degli studenti, in collaborazione con il Rettorato e la fondazione Klassik Stiftung Weimar è stata creata marke.6, sala che ospita mostre dell'università, situata al primo piano del Neues Museum

### Club studenteschi
- Kasseturm, il più antico club studentesco della Germania
- Schützengasse